# Гвахария, Георгий Виссарионович
Георгий Виссарионович Гвахария (1901, Кутаиси — 2 сентября 1937, Киев) — революционер, государственный деятель, директор Макеевского металлургического завода. Племянник Серго Орджоникидзе. Расстрелян в 1937 году; после смерти Сталина реабилитирован.

## Биография

### Ранние годы
Родился в Кутаиси.

### Карьера
С 15-летнего возраста активно участвует в революционном движении в Кутаисской губернии. В 1921 году переезжает в Тбилиси и работает в Закрайкоме под руководством своего дяди, Серго Орджоникидзе. В 1922 г. переезжает в Москву, учится в Институте внешней торговли. В 1925 году направлен в Лондон на работу в торговое представительство СССР в Англии. После возвращения в Москву работает в Наркомате тяжёлой промышленности начальником отдела строительства электростанций, а затем начальником отдела капитального строительства Наркомата. Далее работал в Донбассе — руководил ударными стройками: он строил Луганский паровозостроительный завод, Донецкий металлургический завод, Зуевскую ГРЭС, Штеровскую ГРЭС, Макеевский металлургический завод. В 1933 году был назначен директором Макеевского металлургического завода им. С. М. Кирова. Первым в металлургической промышленности страны отказался от государственной дотации, перевёл завод на полный хозрасчёт. За заслуги в развитии советской индустрии был награждён орденом Ленина. Был ближайшим другом и сподвижником своего дяди, Серго Орджоникидзе. На момент ареста проживал в Макеевке, ул. С. Орджоникидзе, д.1.
Арест и смерть
20 апреля 1937 года, вскоре после смерти С. Орджоникидзе, Гвахария был арестован органами НКВД СССР по обвинению в «троцкистской деятельности». Внесен в Сталинский расстрельный список от 25 августа 1937 г. по 1-й категории («Центральный аппарат УГБ НКВД УССР») («за» Сталин, Молотов) . Выездной сессией ВКВС СССР в Киеве приговорен к ВМН 1 сентября 1937 года . Расстрелян в ночь на 2 сентября 1937 г. в числе 48 осужденных (А Н. Асаткин-Владимирский, Н. А. Алексеев, А. Г. Соколов, И. А. Воробьёв , И. А. Гаврилов, Р. Я. Потапенко, В. Н. Струц, А. У. Холохоленко, И. А. Сапов, М. Г. Олейник и др.). Место захоронения — спецобъект НКВД УкрССР «Быковня». Реабилитирован посмертно ВКВС СССР в 1956 г.